# یزید قیسی
یزید قیسی (انگلیسی: Yazid Kaïssi؛ زادهٔ ۱۶ مهٔ ۱۹۸۱) بازیکن فوتبال اهل مراکش بود.
از باشگاه‌هایی که در آن بازی کرده‌است می‌توان به باشگاه ورزشی ام صلال، باشگاه فرهنگی ورزشی دبی، باشگاه فوتبال الکرامه سوریه، باشگاه فوتبال هکن، باشگاه فوتبال لانس، و باشگاه فوتبال پانیونیوس اشاره کرد.
وی همچنین در تیم‌های ملی فوتبال زیر ۲۳ سال الجزایر و زیر ۲۳ سال مراکش بازی کرده‌است.